# 王洛夫
王洛夫，臺灣兒童文學作家、現代詩人。畢業於臺東大學兒童文學研究所，目前任教於新北市鶯歌國小。並擔任教科書編輯委員，常在課餘間演講。曾獲全國教師徵文獎、文建會兒歌創作獎、臺灣省教育研究論文優等獎。

## 代表作品
王洛夫著有《蜘蛛絲魔咒》、《用輪椅飛舞之女孩》、《妖怪、神靈與奇事：台灣原住民故事》等書。其《那一夏，我們在蘭嶼》榮膺年度最佳少年兒童讀物獎。而《魔法小象找朋友》、《傻瓜老鼠誤會貓》則獲行政院新聞局推薦為中小學優良課外讀物之榮譽。